# فرناندو غاستون كوردوبا
فرناندو غاستون كوردوبا (بالإسبانية: Fernando Gastón Córdoba)‏ (12 يونيو 1974 في الأرجنتين - ) هو لاعب كرة قدم أرجنتيني في مركز الوسط. لعب مع أوليمبيا أسونسيون وإستوديانتيس دي لا بلاتا وكيلمس ونادي أتليتيكو بيلغرانو ونادي أتليتيكو كولون ونادي راسينغ ونادي سامبدوريا ونادي سبورتينغ كريستال.

## وصلات خارجية
- فرناندو غاستون كوردوبا على موقع الاتحاد الأوربي (الإنجليزية)
- فرناندو غاستون كوردوبا على موقع قاعدة بيانات كرة القدم.إي يو (الإنجليزية)
- فرناندو غاستون كوردوبا على موقع عالم كرة القدم.نت (الإنجليزية)